# Biker Boyz
Biker Boyz (no Brasil: Corridas Clandestinas / em Portugal: Biker Boyz - Corridas Clandestinas) é um filme americano sobre um grupo underground de motociclistas e corredores profissionais. Protagonizado por Laurence Fishburne, Djimon Hounsou, Derek Luke, Meagan Good e Larenz Tate, escrito e dirigido por Reggie Rock Bythewood. Conta com participações de Lisa Bonet, Orlando Jones, Kid Rock e Vanessa Bell Calloway.

## Sinopse
Smoke (Laurence Fishburne) é o líder e presidente de um grande clube de motociclistas e corredores profissionais. No seu time, Smoke, conhecido como "Rei do Cali", acolhe negros americanos, a maioria deles homens de negócios que, nas horas vagas, trocam os ternos por jaquetas de couro e capacetes para pilotar suas próprias motos.
Smoke tem como principal meta manter com sua equipe o título de um campeonato realizado em Fresno. Mas o seu domínio é ameaçado por Kid (Derek Luke), um feroz prodígio desse meio, determinado a ganhar o capacete de Smoke.
Kid diz que a diferença entre homens e meninos são as lições que aprenderam, e que o seu pai, Slick Will, ensinou-lhe muito. A mãe do garoto, Anita, é deixada uma mãe solteira depois de o pai de Kid morrer em um acidente de moto durante uma corrida, quando uma moto voou em cima dele.
Seis meses após o enterro de seu pai, Kid resolve começar a correr, sem o conhecimento de sua mãe. Em sua primeira corrida, ele interfere em uma corrida de Stuntman com Donny, e faz acrobacias em cima da moto, levando as pessoas presentes a gostarem de suas manobras. Mas Smoke não gosta muito e diz que ele é muito inexperiente e deve pegar primeiro experiência para poder correr. A partir daí Kid resolve criar sua própria equipe de corredores, chamada de Biker Boyz, que começa com ele e mais dois amigos, Stuntman (Brendan Fehr) e Primo (Rick Gonzalez).
Anita conta a Smoke que Kid é seu filho, e a partir daí Smoke faz de tudo para evitar que seu filho siga o seu caminho e corra riscos em cima de uma moto, sem sucesso, pois Kid está determinado a ser um grande corredor. O filme se passa durante um campeonato em Fresno, no qual Smoke fará de tudo para manter o título, além de aproveitar a oportunidade para passar seu legado ao filho.

## Elenco
- Laurence Fishburne — Manuel "Smoke" Galloway (ou Fumaça)
- Derek Luke — Jaleel "Kid" (ou Guri)
- Orlando Jones — Soul Train
- Djimon Hounsou — Motherland
- Lisa Bonet — Queenie
- Brendan Fehr — Stuntman
- Larenz Tate — Wood
- Terrence Howard — Chu Chu
- Kid Rock — Dogg
- Rick Gonzalez — Primo
- Meagan Good — Tina
- Salli Richardson — Half & Half (como Salli Richardson-Whitfield)
- Vanessa Bell Calloway — Anita
- Dante Basco — Philly
- Dion Basco — Flip
- Tyson Beckford — Donny
- Eriq La Salle — Slick Will

## Principais motos usadas
- Suzuki Hayabusa roxa e prateada: Smoke
- Suzuki GSX-R 750 amarela : Kid
- Kawasaki ZX12R preta: Dogg
- Ducati 996S: Primo
- Yamaha R1 laranja: Chu Chu
- Yamaha R1 prata: Stuntman
- Kawasaki KZ 1000 1992: Soul Train
- Honda CBR 1100XX: Motherland
- T-Rex: T.J.

## Curiosidades
- Nos créditos finais são exibidas diversas fotos de clubes de motoqueiros verídicos, que estiveram presentes nos sets de filmagens.
- O verdadeiro "Rei do Cali" faz uma aparição no filme, na cena em que mulheres lavam as motos de biquini.[2]
- o ator Laurence Fishburne atuou o filme matrix ano seguinte antes do lançamento deste filme.